# لئوندینو جومبینی
لئوندینو جومبینی (انگلیسی: Leondino Giombini؛ زادهٔ ۳۰ ژانویه ۱۹۷۵) یک بازیکن والیبال اهل ایتالیا عضو سابق تیم ملی والیبال ایتالیا است. 